# Estadio Changlimithang
El Estadio Changlimithang es un estadio de usos múltiples ubicado en la ciudad Timbu, capital del país asiático de Bután, que sirve como el Estadio Nacional. Actualmente se utiliza sobre todo para los partidos de fútbol y tiro con arco, posee una capacidad para 25.000 espectadores. 
El Estadio Changlimithang fue también el lugar de celebración de la primera producción teatral abierta de Bután, que era un cuento de dos ciudades. El estadio fue construido en 1974 para celebrar los actos públicos de la coronación del IV Druk Gyalpo, el rey Jigme Singye Wangchuck, en 1974. 
Tenía una capacidad para 10.000 espectadores en ese entonces. Sin embargo, fue totalmente reformado en 2007 para dar cabida a 25.000 espectadores por el Centenario de la dinastía Wangchuck.